# Tørke
Tørke er en længere periode, hvor tilførslen af vand falder til under det, der er behov for i en specifik region. Tørke er ikke et rent fysisk fænomen, men et samspil mellem tilførsel af vand og behov for vand.
En præcis definition af begrebet "tørke" er politisk ladet, men der er tre typer tilstande, som almindeligvis bliver betragtet som tørke:
- Meteorologisk tørke opstår i forbindelse med en længere periode, hvor mængden af nedbør er under gennemsnittet.
- Agrikulturel tørke opstår, når der er for lidt fugtighed til, at de almindelige afgrøder i området kan udvikle sig normalt. Denne tilstand kan opstå selv i perioder med almindelig, gennemsnitlig nedbør, pga jordforhold eller anvendelsen af særlige agrikulturelle teknikker.
- Hydrologisk tørke opstår, når vandreserverne, som er tilgængelige i kilder som søer og grundvand, falder under det statistiske gennemsnit. Denne situation kan opstå selv i perioder med gennemsnitlig (eller over gennemsnitlig) nedbør, når et øget forbrug mindsker reserverne.

Når ordet "tørke" bliver brugt, er det almindeligvis i forbindelse med den meteorologiske tørke. Men når ordet bruges af byplanlæggere, er det ofte hydrologisk tørke, der refereres til.